# Campeonato Europeu de Voleibol Masculino de 2003
O Campeonato Europeu de Voleibol Masculino de 2003 foi a 23ª edição deste torneio bianual que reúne as principais seleções europeias de voleibol masculino. A Confederação Europeia de Voleibol (CEV) foi a responsável pela organização do campeonato, que ocorreu na Alemanha.